# Marktoberdorf
Marktoberdorf é um município da Alemanha, situado no distrito da Algóvia Oriental, no estado da Baviera. Tem 95,25 km² de área, e sua população em 2019 foi estimada em 18 725 habitantes.